# Septième circonscription de la Loire
La septième circonscription de la Loire était l'une des sept circonscriptions législatives françaises que comptait jusqu'en 2012 le département de la Loire (42) situé en région Rhône-Alpes.

## Description géographique et démographique

### De 1958 à 1986
La septième circonscription de la Loire était composée de :
- canton de Boën
- canton de Chazelles-sur-Lyon
- canton de Montbrison
- canton de Noirétable
- canton de Saint-Bonnet-le-Château
- canton de Saint-Galmier
- canton de Saint-Georges-en-Couzan
- canton de Saint-Jean-Soleymieux
- canton de Saint-Rambert-sur-Loire

Source : Journal Officiel du 14-15 Octobre 1958.

### De 1988 à 2012
La septième circonscription de la Loire était délimitée par le découpage électoral de la loi n°86-1197 du 24 novembre 1986
, elle regroupait les divisions administratives suivantes :
- canton de Boën
- canton de Montbrison
- canton de Noirétable
- canton de Saint-Bonnet-le-Château
- canton de Saint-Galmier
- canton de Saint-Georges-en-Couzan
- canton de Saint-Jean-Soleymieux
- canton de Saint-Just-Saint-Rambert.

D'après le recensement général de la population en 1999, réalisé par l'INSEE, la population totale de cette circonscription est estimée à 127 900 habitants,.

## Historique des députations
| Législature | Début de mandat | Fin de mandat  | Député                | Parti politique | Observations                                                                          |
| ----------- | --------------- | -------------- | --------------------- | --------------- | ------------------------------------------------------------------------------------- |
| IXe         | 23 juin 1988    | 1er avril 1993 | Henri Bayard          | UDF             |                                                                                       |
| Xe          | 2 avril 1993    | 21 avril 1997  | Jean-François Chossy, | UDF,            | Mandat écourté à la suite d'une dissolution parlementaire décidée par Jacques Chirac. |
| XIe         | 12 juin 1997    | 18 juin 2002   | Jean-François Chossy, | UDF,            |                                                                                       |
| XIIe        | 19 juin 2002    | 19 juin 2007   | Jean-François Chossy, | UMP,            |                                                                                       |
| XIIIe       | 20 juin 2007    | 19 juin 2012   | Jean-François Chossy  | UMP             |                                                                                       |

## Historique des élections

### Élections de 1958
| Candidat       | Candidat             | Parti          | Premier tour | Premier tour | Second tour | Second tour |  |
| Candidat       | Candidat             | Parti          | Voix         | %            | Voix        | %           |  |
| -------------- | -------------------- | -------------- | ------------ | ------------ | ----------- | ----------- |  |
|                | Michel Jacquet élu   | CNIP           | 12 104       | 26,18        | 29 436      | 68,69       |  |
|                | Pierre Desgranges    | UNR            | 9 704        | 20,99        | Retrait     | Retrait     |  |
|                | Jean Pupat           | Modérés        | 7 132        | 15,43        | Retrait     | Retrait     |  |
|                | Marius Vicard        | Modérés        | 6 960        | 15,05        | Retrait     | Retrait     |  |
|                | Armand Bazin         | Radsoc         | 5 270        | 11,4         | 13 415      | 31,31       |  |
|                | Christophe Alexandre | PCF            | 5 062        | 10,95        | Retrait     | Retrait     |  |
|                |                      |                |              |              |             |             |  |
| Inscrits       | Inscrits             | Inscrits       | 64 320       | 100,00       | 64 318      | 100,00      |  |
| Abstentions    | Abstentions          | Abstentions    | 16 998       | 26,43        | 19 646      | 30,55       |  |
| Votants        | Votants              | Votants        | 47 322       | 73,57        | 44 672      | 69,45       |  |
| Blancs et nuls | Blancs et nuls       | Blancs et nuls | 1 090        | 2,3          | 1 821       | 4,08        |  |
| Exprimés       | Exprimés             | Exprimés       | 46 232       | 97,7         | 42 851      | 95,92       |  |

Le suppléant de Michel Jacquet était Louis Croizier, avocat, Premier adjoint au maire de Montbrison.

### Élections de 1962
| Candidat       | Candidat                     | Parti          | Premier tour | Premier tour | Second tour | Second tour |  |
| Candidat       | Candidat                     | Parti          | Voix         | %            | Voix        | %           |  |
| -------------- | ---------------------------- | -------------- | ------------ | ------------ | ----------- | ----------- |  |
|                | Michel Jacquet sortant réélu | CNIP           | 16 614       | 41,16        | 18 825      | 43,62       |  |
|                | Claude Brouillet             | UNR-UDT        | 10 085       | 24,99        | 11 089      | 25,69       |  |
|                | Armand Bazin                 | Radsoc         | 8 627        | 21,37        | 13 246      | 30,69       |  |
|                | Christophe Alexandre         | PCF            | 5 035        | 12,47        | Retrait     | Retrait     |  |
|                |                              |                |              |              |             |             |  |
| Inscrits       | Inscrits                     | Inscrits       | 63 480       | 100,00       | 63 481      | 100,00      |  |
| Abstentions    | Abstentions                  | Abstentions    | 21 798       | 34,34        | 19 443      | 30,63       |  |
| Votants        | Votants                      | Votants        | 41 682       | 65,66        | 44 038      | 69,37       |  |
| Blancs et nuls | Blancs et nuls               | Blancs et nuls | 1 321        | 3,17         | 878         | 1,99        |  |
| Exprimés       | Exprimés                     | Exprimés       | 40 361       | 96,83        | 43 160      | 98,01       |  |

Le suppléant de Michel Jacquet était Louis Croizier.

### Élections de 1967
| Candidat       | Candidat                     | Parti          | Premier tour | Premier tour | Second tour | Second tour |  |
| Candidat       | Candidat                     | Parti          | Voix         | %            | Voix        | %           |  |
| -------------- | ---------------------------- | -------------- | ------------ | ------------ | ----------- | ----------- |  |
|                | Michel Jacquet sortant réélu | CNIP (PDM)     | 17 527       | 36,22        | 19 381      | 39,09       |  |
|                | André Mascle                 | RI             | 14 307       | 29,57        | 14 109      | 28,46       |  |
|                | Armand Bazin                 | FGDS (Radical) | 10 691       | 22,09        | 16 092      | 32,46       |  |
|                | Jean Anglard                 | PCF            | 5 862        | 12,11        |             |             |  |
|                |                              |                |              |              |             |             |  |
| Inscrits       | Inscrits                     | Inscrits       | 63 071       | 100,00       | 63 070      | 100,00      |  |
| Abstentions    | Abstentions                  | Abstentions    | 13 518       | 21,43        | 12 765      | 20,24       |  |
| Votants        | Votants                      | Votants        | 49 553       | 78,57        | 50 305      | 79,76       |  |
| Blancs et nuls | Blancs et nuls               | Blancs et nuls | 1 166        | 2,35         | 723         | 1,44        |  |
| Exprimés       | Exprimés                     | Exprimés       | 48 387       | 97,65        | 49 582      | 98,56       |  |

Le suppléant de Michel Jacquet était Henri Lambey, minotier, maire de Cuzieu.

### Élections de 1968
| Candidat       | Candidat                     | Parti          | Premier tour | Premier tour | Second tour | Second tour |  |
| Candidat       | Candidat                     | Parti          | Voix         | %            | Voix        | %           |  |
| -------------- | ---------------------------- | -------------- | ------------ | ------------ | ----------- | ----------- |  |
|                | Michel Jacquet sortant réélu | RI (URP)       | 23 773       | 49,51        | 29 207      | 63,24       |  |
|                | Armand Bazin                 | FGDS (Radical) | 9 750        | 20,31        | 16 981      | 36,76       |  |
|                | Jean Anglard                 | PCF            | 5 385        | 11,22        |             |             |  |
|                | Henri Lambey                 | CD (PDM)       | 4 683        | 9,75         |             |             |  |
|                | Jean Chaland                 | diss. UDR      | 4 423        | 9,21         |             |             |  |
|                |                              |                |              |              |             |             |  |
| Inscrits       | Inscrits                     | Inscrits       | 62 560       | 100,00       | 62 564      | 100,00      |  |
| Abstentions    | Abstentions                  | Abstentions    | 13 699       | 21,9         | 15 346      | 24,53       |  |
| Votants        | Votants                      | Votants        | 48 861       | 78,1         | 47 218      | 75,47       |  |
| Blancs et nuls | Blancs et nuls               | Blancs et nuls | 847          | 1,73         | 1 030       | 2,18        |  |
| Exprimés       | Exprimés                     | Exprimés       | 48 014       | 98,27        | 46 188      | 97,82       |  |

Le suppléant de Michel Jacquet était Camille Passot, docteur en pharmacie, maire de Saint-Galmier.

### Élections de 1973
| Candidat       | Candidat                     | Parti          | Premier tour | Premier tour | Second tour | Second tour |  |
| Candidat       | Candidat                     | Parti          | Voix         | %            | Voix        | %           |  |
| -------------- | ---------------------------- | -------------- | ------------ | ------------ | ----------- | ----------- |  |
|                | Michel Jacquet sortant réélu | RI (URP)       | 14 771       | 29,73        | 28 142      | 55,6        |  |
|                | Claudius Granger             | MRG (UGSD)     | 8 237        | 16,58        | 22 472      | 44,4        |  |
|                | Maurice André                | CNIP           | 7 035        | 14,16        | Retrait     | Retrait     |  |
|                | Jean Anglard                 | PCF            | 6 626        | 13,34        | Retrait     | Retrait     |  |
|                | René Bonnefoux               | CD (MR)        | 4 577        | 9,21         |             |             |  |
|                | Jean Chaland                 | Divers droite  | 4 221        | 8,5          |             |             |  |
|                | Maurice Plasse               | PSU            | 3 115        | 6,27         |             |             |  |
|                | Annie Berginiat              | FN             | 1 102        | 2,22         |             |             |  |
|                |                              |                |              |              |             |             |  |
| Inscrits       | Inscrits                     | Inscrits       | 65 193       | 100,00       | 65 191      | 100,00      |  |
| Abstentions    | Abstentions                  | Abstentions    | 14 052       | 21,55        | 12 699      | 19,48       |  |
| Votants        | Votants                      | Votants        | 51 141       | 78,45        | 52 492      | 80,52       |  |
| Blancs et nuls | Blancs et nuls               | Blancs et nuls | 1 457        | 2,85         | 1 878       | 3,58        |  |
| Exprimés       | Exprimés                     | Exprimés       | 49 684       | 97,15        | 50 614      | 96,42       |  |

Le suppléant de Michel Jacquet était Henri Bayard, maire de Veauche. Henri Bayard remplaça Michel Jacquet, décédé, du 9 avril 1976 au 2 avril 1978.

### Élections de 1978
| Candidat       | Candidat                   | Parti                     | Premier tour | Premier tour | Second tour | Second tour |  |
| Candidat       | Candidat                   | Parti                     | Voix         | %            | Voix        | %           |  |
| -------------- | -------------------------- | ------------------------- | ------------ | ------------ | ----------- | ----------- |  |
|                | Henri Bayard sortant réélu | UDF (PR)                  | 22 627       | 37,38        | 36 166      | 57,52       |  |
|                | Claudius Granger           | MRG                       | 9 826        | 16,23        | 26 709      | 42,48       |  |
|                | Jean Anglard               | PCF                       | 8 399        | 13,88        |             |             |  |
|                | Étienne Furtos             | RPR                       | 5 626        | 9,29         |             |             |  |
|                | Pierre Just                | diss. PS                  | 4 709        | 7,78         |             |             |  |
|                | Jean Chaland               | Divers droite (Gaulliste) | 2 458        | 4,06         |             |             |  |
|                | René Brunel                | Écologie 78               | 1 872        | 3,09         |             |             |  |
|                | Bernard Fournier           | UGP                       | 1 432        | 2,37         |             |             |  |
|                | Bernard Chancenotte        | Extrême droite            | 1 386        | 2,29         |             |             |  |
|                | Paul Fayard                | PSU (FA)                  | 1 005        | 1,66         |             |             |  |
|                | Alain Maurin               | LO                        | 745          | 1,23         |             |             |  |
|                | Jean-Jacques Roux          | PSD                       | 447          | 0,74         |             |             |  |
|                |                            |                           |              |              |             |             |  |
| Inscrits       | Inscrits                   | Inscrits                  | 74 777       | 100,00       | 74 772      | 100,00      |  |
| Abstentions    | Abstentions                | Abstentions               | 12 939       | 17,3         | 10 752      | 14,38       |  |
| Votants        | Votants                    | Votants                   | 61 838       | 82,7         | 64 020      | 85,62       |  |
| Blancs et nuls | Blancs et nuls             | Blancs et nuls            | 1 306        | 2,11         | 1 145       | 1,79        |  |
| Exprimés       | Exprimés                   | Exprimés                  | 60 532       | 97,89        | 62 875      | 98,21       |  |

Le suppléant d'Henri Bayard était Barthélemy Moulin, agriculteur, conseiller général, maire de Saint-Bonnet-le-Courreau.

### Élections de 1981
|                | Henri Bayard sortant réélu | UDF (PR)       | 30 239 | 54,74  |  |  |  |
|                | Lucien Moullier            | PS             | 19 457 | 35,22  |  |  |  |
|                | Jean Anglard               | PCF            | 5 545  | 10,04  |  |  |  |
|                |                            |                |        |        |  |  |  |
| Inscrits       | Inscrits                   | Inscrits       | 78 313 | 100,00 |  |  |  |
| Abstentions    | Abstentions                | Abstentions    | 22 358 | 28,55  |  |  |  |
| Votants        | Votants                    | Votants        | 55 955 | 71,45  |  |  |  |
| Blancs et nuls | Blancs et nuls             | Blancs et nuls | 714    | 1,28   |  |  |  |
| Exprimés       | Exprimés                   | Exprimés       | 55 241 | 98,72  |  |  |  |

Le suppléant d'Henri Bayard était Barthélemy Moulin.

### Élections de 1988
| Candidat       | Candidat                   | Parti          | Premier tour | Premier tour | Second tour | Second tour |  |
| Candidat       | Candidat                   | Parti          | Voix         | %            | Voix        | %           |  |
| -------------- | -------------------------- | -------------- | ------------ | ------------ | ----------- | ----------- |  |
|                | Henri Bayard sortant réélu | UDF (PR) (URC) | 24 048       | 49,48        | 30 377      | 57,95       |  |
|                | Lucien Moullier            | PS             | 15 288       | 31,45        | 22 038      | 42,05       |  |
|                | Jean Barriol               | FN             | 5 607        | 11,54        |             |             |  |
|                | Daniel Durand              | PCF            | 3 661        | 7,53         |             |             |  |
|                |                            |                |              |              |             |             |  |
| Inscrits       | Inscrits                   | Inscrits       | 78 076       | 100,00       | 78 073      | 100,00      |  |
| Abstentions    | Abstentions                | Abstentions    | 28 553       | 36,57        | 24 407      | 31,26       |  |
| Votants        | Votants                    | Votants        | 49 523       | 63,43        | 53 666      | 68,74       |  |
| Blancs et nuls | Blancs et nuls             | Blancs et nuls | 919          | 1,86         | 1 251       | 2,33        |  |
| Exprimés       | Exprimés                   | Exprimés       | 48 604       | 98,14        | 52 415      | 97,67       |  |

Le suppléant d'Henri Bayard était Barthélemy Moulin.

### Élections de 1993
| Candidat       | Candidat                 | Parti          | Premier tour | Premier tour | Second tour | Second tour |  |
| Candidat       | Candidat                 | Parti          | Voix         | %            | Voix        | %           |  |
| -------------- | ------------------------ | -------------- | ------------ | ------------ | ----------- | ----------- |  |
|                | Jean-François Chossy élu | UDF (CDS)      | 17 203       | 31,93        | 31 100      | 70,11       |  |
|                | Gérard Llilio            | FN             | 8 081        | 15           | 13 262      | 29,89       |  |
|                | François Mazoyer         | Divers droite  | 7 904        | 14,67        |             |             |  |
|                | Lucien Moullier          | GÉ (EÉ)        | 5 876        | 10,91        |             |             |  |
|                | Alain Pomès              | PS (ADFP)      | 4 857        | 9,01         |             |             |  |
|                | Jean-Luc Desprez         | diss. RPR      | 4 743        | 8,8          |             |             |  |
|                | Gérard Brot              | PCF            | 2 726        | 5,06         |             |             |  |
|                | Thérèse-Marie Gagnaire   | LT-LNÉ         | 1 354        | 2,51         |             |             |  |
|                | Frédéric Bergamin        | PT             | 1 138        | 2,11         |             |             |  |
|                |                          |                |              |              |             |             |  |
| Inscrits       | Inscrits                 | Inscrits       | 82 414       | 100,00       | 82 410      | 100,00      |  |
| Abstentions    | Abstentions              | Abstentions    | 25 450       | 30,88        | 29 182      | 35,41       |  |
| Votants        | Votants                  | Votants        | 56 964       | 69,12        | 53 228      | 64,59       |  |
| Blancs et nuls | Blancs et nuls           | Blancs et nuls | 3 082        | 5,41         | 8 866       | 16,66       |  |
| Exprimés       | Exprimés                 | Exprimés       | 53 882       | 94,59        | 44 362      | 83,34       |  |

La suppléante de Jean-François Chossy était Marie-Edith Tomasini, RPR.

### Élections de 1997
| Candidat       | Candidat                           | Parti          | Premier tour | Premier tour | Second tour | Second tour |  |
| Candidat       | Candidat                           | Parti          | Voix         | %            | Voix        | %           |  |
| -------------- | ---------------------------------- | -------------- | ------------ | ------------ | ----------- | ----------- |  |
|                | Jean-François Chossy sortant réélu | UDF (FD)       | 18 055       | 33,27        | 33 580      | 69,41       |  |
|                | Gérard Llilio                      | FN             | 12 089       | 22,28        | 14 801      | 30,59       |  |
|                | Alain Pomès                        | PRS            | 9 940        | 18,32        |             |             |  |
|                | Gérard Brot                        | PCF            | 4 078        | 7,51         |             |             |  |
|                | Robert Thollot                     | Divers droite  | 2 614        | 4,82         |             |             |  |
|                | Pierre Dessaigne                   | Divers droite  | 2 499        | 4,61         |             |             |  |
|                | Gérard Morel                       | GÉ             | 2 076        | 3,83         |             |             |  |
|                | Élisabeth Rossary                  | LDI (MPF)      | 1 713        | 3,16         |             |             |  |
|                | Frédéric Bergamin                  | PT             | 1 203        | 2,22         |             |             |  |
|                |                                    |                |              |              |             |             |  |
| Inscrits       | Inscrits                           | Inscrits       | 84 374       | 100,00       | 84 378      | 100,00      |  |
| Abstentions    | Abstentions                        | Abstentions    | 26 890       | 31,87        | 26 882      | 31,86       |  |
| Votants        | Votants                            | Votants        | 57 484       | 68,13        | 57 496      | 68,14       |  |
| Blancs et nuls | Blancs et nuls                     | Blancs et nuls | 3 217        | 5,6          | 9 115       | 15,85       |  |
| Exprimés       | Exprimés                           | Exprimés       | 54 267       | 94,4         | 48 381      | 84,15       |  |

Le suppléant de Jean-François Chossy était Paul Salen, conseiller général du canton de Saint-Galmier, premier adjoint au maire de Montrond-les-Bains.

### Élections de 2002
| Candidat       | Candidat                           | Parti            | Premier tour | Premier tour | Second tour | Second tour |  |
| Candidat       | Candidat                           | Parti            | Voix         | %            | Voix        | %           |  |
| -------------- | ---------------------------------- | ---------------- | ------------ | ------------ | ----------- | ----------- |  |
|                | Jean-François Chossy sortant réélu | UMP              | 27 174       | 46,5         | 32 142      | 64,3        |  |
|                | Martine Chami                      | PS               | 11 323       | 19,38        | 17 849      | 35,7        |  |
|                | Noëlle Guichard                    | FN               | 9 320        | 15,95        |             |             |  |
|                | Jean Crépinge                      | PCF              | 4 228        | 7,24         |             |             |  |
|                | Maurice Mazodier                   | CPNT             | 1 215        | 2,08         |             |             |  |
|                | Françoise Griot                    | Pôle républicain | 1 129        | 1,93         |             |             |  |
|                | Karen Bret                         | LT-LNÉ           | 1 017        | 1,74         |             |             |  |
|                | Michel Cuénin                      | RPF              | 1 010        | 1,73         |             |             |  |
|                | Pierre Huou                        | LO               | 737          | 1,26         |             |             |  |
|                | André Martin                       | MNR              | 568          | 0,97         |             |             |  |
|                | Céline Aguedo                      | GÉ               | 289          | 0,49         |             |             |  |
|                | Guy Mariat                         | PT               | 227          | 0,39         |             |             |  |
|                | Edith Orozco                       | MPF              | 196          | 0,34         |             |             |  |
|                |                                    |                  |              |              |             |             |  |
| Inscrits       | Inscrits                           | Inscrits         | 92 517       | 100,00       | 92 536      | 100,00      |  |
| Abstentions    | Abstentions                        | Abstentions      | 32 870       | 35,53        | 40 438      | 43,7        |  |
| Votants        | Votants                            | Votants          | 59 647       | 64,47        | 52 098      | 56,3        |  |
| Blancs et nuls | Blancs et nuls                     | Blancs et nuls   | 1 214        | 2,04         | 2 107       | 4,04        |  |
| Exprimés       | Exprimés                           | Exprimés         | 58 433       | 97,96        | 49 991      | 95,96       |  |

Le suppléant de Jean-François Chossy était Paul Salen.

### Élections de 2007
|                | Jean-François Chossy sortant réélu | UMP            | 30 726  | 51,95  |  |  |  |
|                | Lucien Moullier                    | PRG            | 13 291  | 22,47  |  |  |  |
|                | Michelle Bory                      | UDF–MoDem      | 3 795   | 6,42   |  |  |  |
|                | Noëlle Guichard                    | FN             | 3 419   | 5,78   |  |  |  |
|                | Marie Bouchez                      | Les Verts      | 2 211   | 3,74   |  |  |  |
|                | Christine Paquet                   | LCR            | 2 023   | 3,42   |  |  |  |
|                | Viviane Levrat                     | PCF            | 1 355   | 2,29   |  |  |  |
|                | Laure Gros                         | MPF            | 741     | 1,25   |  |  |  |
|                | Jacques Gros                       | Divers         | 660     | 1,12   |  |  |  |
|                | Pierre Huou                        | LO             | 540     | 0,91   |  |  |  |
|                | Bernard Bouchet                    | MNR            | 383     | 0,65   |  |  |  |
|                |                                    |                |         |        |  |  |  |
| Inscrits       | Inscrits                           | Inscrits       | 101 752 | 100,00 |  |  |  |
| Abstentions    | Abstentions                        | Abstentions    | 41 638  | 40,92  |  |  |  |
| Votants        | Votants                            | Votants        | 60 114  | 59,08  |  |  |  |
| Blancs et nuls | Blancs et nuls                     | Blancs et nuls | 970     | 1,61   |  |  |  |
| Exprimés       | Exprimés                           | Exprimés       | 59 144  | 98,39  |  |  |  |

#### Département de la Loire
- La fiche de l'INSEE de cette circonscription : « Tableaux et Analyses de la septième circonscription de la Loire », sur insee.fr, site de l'Institut national de la statistique et des études économiques (consulté le 10 juin 2007) [PDF]

- « Tous les députés du département de la Loire depuis 1789 », sur assemblee-nationale.fr, site de l'Assemblée nationale française (consulté le 10 juin 2007)

- « Informations contentieuses sur le département de la Loire (Élections législatives de 2002) »(Archive.org • Wikiwix • Archive.is • Google • Que faire ?), sur conseil-constitutionnel.fr, site du Conseil constitutionnel (consulté le 13 juin 2007)

#### Circonscriptions en France
- « Carte des circonscriptions législatives en France », sur assemblee-nationale.fr, site de l'Assemblée nationale française (consulté le 10 juin 2007)

- « Résultats électoraux officiels en France »(Archive.org • Wikiwix • Archive.is • Google • Que faire ?), sur interieur.gouv.fr, site du ministère de l'Intérieur (France) (consulté le 13 juin 2007)

- Description et Atlas des circonscriptions électorales de France sur http://www.atlaspol.com, Atlaspol, site de cartographie géopolitique, consulté le 13 juin 2007.